# 奥布河畔格朗日
奧布河畔格朗日（法語：Granges-sur-Aube，法語發音：[ɡʁɑ̃ʒ syʁ ob]）是法国马恩省的一个市镇，位于该省西南部，属于埃佩尔奈区。

## 地理
奥布河畔格朗日（48°34'55"N, 3°51'9"E）面积8.06 平方千米，位于法国大東部大區马恩省，该省份为法国东北部内陆省份，北起阿登省，西北接埃纳省，西南接塞纳-马恩省，南至奥布省，东南接上马恩省，东临默兹省。
与奥布河畔格朗日接壤的市镇（或旧市镇、城区）包括：奥布河畔埃特雷勒、昂格吕尔、巴涅、马尔桑日、武阿尔斯。

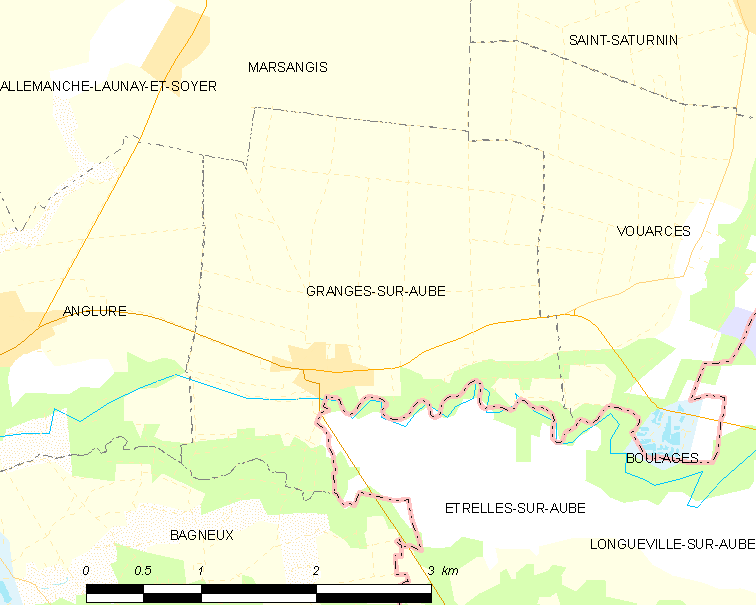
奥布河畔格朗日的OSM定位图

奥布河畔格朗日的时区为UTC+01:00、UTC+02:00（夏令时）。

## 行政
奥布河畔格朗日的邮政编码为51260，INSEE市镇编码为51279。

## 政治
奥布河畔格朗日所属的省级选区为韦尔蒂-香槟平原县。

## 人口

1962-2008年间奥布河畔格朗日人口变化图示

奥布河畔格朗日于2022年1月1日时的人口数量为182人。